# Liverpool, New York
Liverpool är en ort i Onondaga County i delstaten New York, USA.